# ポンプ場
ポンプ場（ぽんぷじょう）は運河への供水や低地での排水、下水処理などにおいて用いられる水などの流体を加圧してより高所や遠方へ送るポンプなどの設備をもつ施設である。

## 運河への供水
運河では、閘門の開閉の際に高地から低地に対して水が流出するために流出した水量を補う必要がある。そのため、運河には貯水池やポンプ場が備わっている。
特に運河近辺の高所に貯水池を形成できる適当な河川がない場合には、ポンプ場を使って運河の水位維持を行う。例えば、イギリスのケネット・アンド・アイボン運河では、運河近辺のケネット川の水をポンプで運河に送っている。
また、近辺に水をくみ上げられる適当な河川がない場合は、運河の下流で水を汲み上げ、加圧して上流に送っている運河もある。

## 河川への排水

### 低地からの排水
低地では、雨水の自然排水ができないため、雨水を河川や海へ放流し、浸水防除の役割を果たすポンプ場がしばしば作られる。オランダの干拓地では干潮時のみ重力流で排水が可能になるので、大雨の際などで干拓地が水没しないようにポンプ場が作られた。

### 河川への排水ポンプ場
大雨の際には河川の水門などが閉鎖されることが多い。この時、河川の水位が上昇し、水圧によって居住区域の雨水が河川へと流れ込みにくくなるが、この場合に排水ポンプ場(排水機場)のポンプの力によって内水域の水位を下げる役割がある。

### 汚水の排水

#### マンホールポンプ場
下水道は汚水が、自然流下するように下流へ適当な勾配で埋設されている。しかし、次第に埋設深が深くなりすぎると管渠の維持管理が困難になる。このため、マンホールの中にポンプを設置して、地表付近に下水をくみ上げて浅い位置で自然流下させる。

#### 中継ポンプ場
多量の下水が集まりマンホールポンプでは処理できないところに設置されるのが中継ポンプ場であり、マンホールポンプと同様に汚水を地表面近くまで揚水してより下流のポンプ場や処理場に送水している。